# Кастро Родригес, Себастьян
Себастьян Кастро Родригес (исп. Sebastian Castro Rodriguez; род. 16 августа 2000, Коста-Рика) — коста-риканский футболист, полузащитник клуба «Кармелита».

## Клубная карьера
Кастро — воспитанник клуба «Кармелита». 22 ноября 2017 года в матче против «Эредиано» он дебютировал в чемпионате Коста-Рики.

## Международная карьера
В 2017 году Кастро принял участие в юношеском чемпионате мира в Индии. На турнире он сыграл в матчах против сборных Германии, Гвинеи и Ирана.